# Гергебильское водохранилище
Гергебильское водохранилище — водоём в Дагестане (Россия), образованный на реке Каракойсу в результате строительства Гергебильской ГЭС, одно из крупнейших водохранилище Дагестана. На берегах расположено село Курми. Площадь поверхности водохранилище — 1,8 км², по другим данным — 0,42 км². Собирает воду с территории площадью 1740 км². Высота над уровнем моря — 792 м, нормальный подпорный уровень — 787,5 м. Полный объём — 1,19 млн м³, полезный объём — 0,95 млн м³.
Через водохранилище протекает река Каракойсу. Другие притоки — Бакдакули (пр) и Корокы (лв).

## Основные характеристики
Строительство Гергебильской ГЭС началось в 1929 году. Проектная мощность — 4,2 МВт. Из-за геологических факторов строительство было прервано и возобновилось в 1934 году. Водохранилище образовано в 1937 году перед дамбой Гергебильской гидроэлектростанции имени Магомеда Гаджиева, старейшей в Дагестане. Сама же ГЭС была запущена в 1938 году. После реконструкции 1956-196о годов её мощность была доведена до 7,5 МВт, после реконструкции 1989—1993 годов — до 17,8 МВт. В феврале-марте 2009 года состоялась глубокая промывка водохранилища для сохранения его полезного объема, при котором была спущена почти вся вода и произведена очистка водоема от ила и мусора.
Вода используется прежде всего для производства электроэнергии, а также для водоснабжения, рекреации и орошения сельскохозяйственных угодий. В водоеме водится рыба: форель и уклейка, но их запасов не хватает для промыслового отлова,.